# 浅川智惠子
浅川智惠子（日語：浅川智恵子，1958年—）是一位日本盲人计算机科学家，主要研究无障碍环境。她在IBM研究院东京研究实验室无障碍研究中心担任高级研究员，获评“IBM杰出工程师”。她开发的網景瀏覽器插件IBM Home Page Reader，成为了使用最广泛的网络语音系统。赢得了政府和产业的诸多奖励。

## 經歷
浅川智惠子于1958年出生在日本大阪市，出生時视力正常，但是在11岁上小学时，不幸头撞到游泳池壁，伤害了视神经而导致视力下降。14岁中学二年级时已经完全失明。她于1982年拿到大阪的追手門學院大學英国文学学士学位。之后两年时间利用盲人电子阅读仪学习电脑编程，将印刷品翻译成触觉体验。1984年和IBM研究院东京分所签订临时合同。一年后签订永久契約成为研究所正式员工。1992年开发日本数字盲文系统。1997年开发IBM Home Page Reader。2004年拿到东京大学工学博士学位。2009年被选为IBM院士。2013年获得日本政府颁发的紫绶褒章。2014年赴美国匹兹堡担任卡内基梅隆大学客座教授。
2015年她与卡内基梅隆大学共同研究的针对视力障碍人员的APP—NavCog正式发布。NavCog利用现有的传感器和认知技术，通过耳机与盲人进行“耳语”或在智能手机上产生振动，帮助盲人近乎实时地识别他们所在位置、所面向的方向以及其他有关周围环境的信息。

## 日文著作
- ，2015年，ISBN 9784822206666
- ISBN 9784810706499